# (4238) Audrey
(4238) Audrey es un asteroide perteneciente al cinturón de asteroides descubierto por Antonín Mrkos desde el Observatorio Kleť, cerca de České Budějovice, República Checa, el 13 de abril de 1980.

## Designación y nombre
Audrey se designó al principio como 1980 GF.
Más adelante, en 1999, fue nombrado en honor de la actriz británica Audrey Hepburn (1929-1993).

## Características orbitales
Audrey orbita a una distancia media del Sol de 2,407 ua, pudiendo alejarse hasta 2,585 ua y acercarse hasta 2,229 ua. Su inclinación orbital es 1,848 grados y la excentricidad 0,07391. Emplea en completar una órbita alrededor del Sol 1364 días.

## Características físicas
La magnitud absoluta de Audrey es 13,1.